# Талдыарал (озеро)
Талдыарал (каз. Талдыарал) — озеро в Аккайынском районе Северо-Казахстанской области Казахстана. Находится в 9 км к западу от села Полтавка, между озёрами Жолдыозек и Бозарал.
По данным топографической съёмки 1940-х годов, площадь поверхности озера составляет 20,41 км². Наибольшая длина озера — 9,1 км, наибольшая ширина — 3,5 км. Длина береговой линии составляет 28,3 км, развитие береговой линии — 1,75. Озеро расположено на высоте 128,3 м над уровнем моря.